# Élections municipales tunisiennes de 2010
Les élections municipales tunisiennes de 2010 ont lieu le 9 mai 2010 en Tunisie pour élire les 4 478 membres des conseils municipaux.
Le parti au pouvoir, le Rassemblement constitutionnel démocratique, remporte les élections avec plus de 90 % des sièges, soit 4 060 d'entre eux. Le reste des 403 sièges sont partagés par cinq partis de l'opposition, et quinze sièges pour des indépendants. Le taux de participation est de 83,47 %.

## Résultats
| Parti                    | Parti                                      | Voix      | %       | Sièges |
| ------------------------ | ------------------------------------------ | --------- | ------- | ------ |
|                          | Rassemblement constitutionnel démocratique |           |         | 4 060  |
|                          | Mouvement des démocrates socialistes       |           |         | 154    |
|                          | Parti de l'unité populaire                 |           |         | 119    |
|                          | Union démocratique unioniste               |           |         | 66     |
|                          | Parti social-libéral                       |           |         | 35     |
|                          | Parti des verts pour le progrès            |           |         | 29     |
|                          | Indépendants                               |           |         | 15     |
|                          |                                            |           |         |        |
| Suffrages exprimés       | Suffrages exprimés                         | 2 529 234 | 97,61 % |        |
| Blancs et nuls           | Blancs et nuls                             | 62 037    | 3,39 %  |        |
| Total                    | Total                                      | 2 591 271 | 100 %   | 4 478  |
| Abstention               | Abstention                                 | 394 086   | 16,53 % |        |
| Inscrits / Participation | Inscrits / Participation                   | 3 104 615 | 83,47 % |        |